# Chilecito
Chilecito est une ville de la province de La Rioja, en Argentine, et le chef-lieu du département de Chilecito. Avec une population de 29 453 habitants en 2001, c'est la deuxième ville de la province.

## Géographie

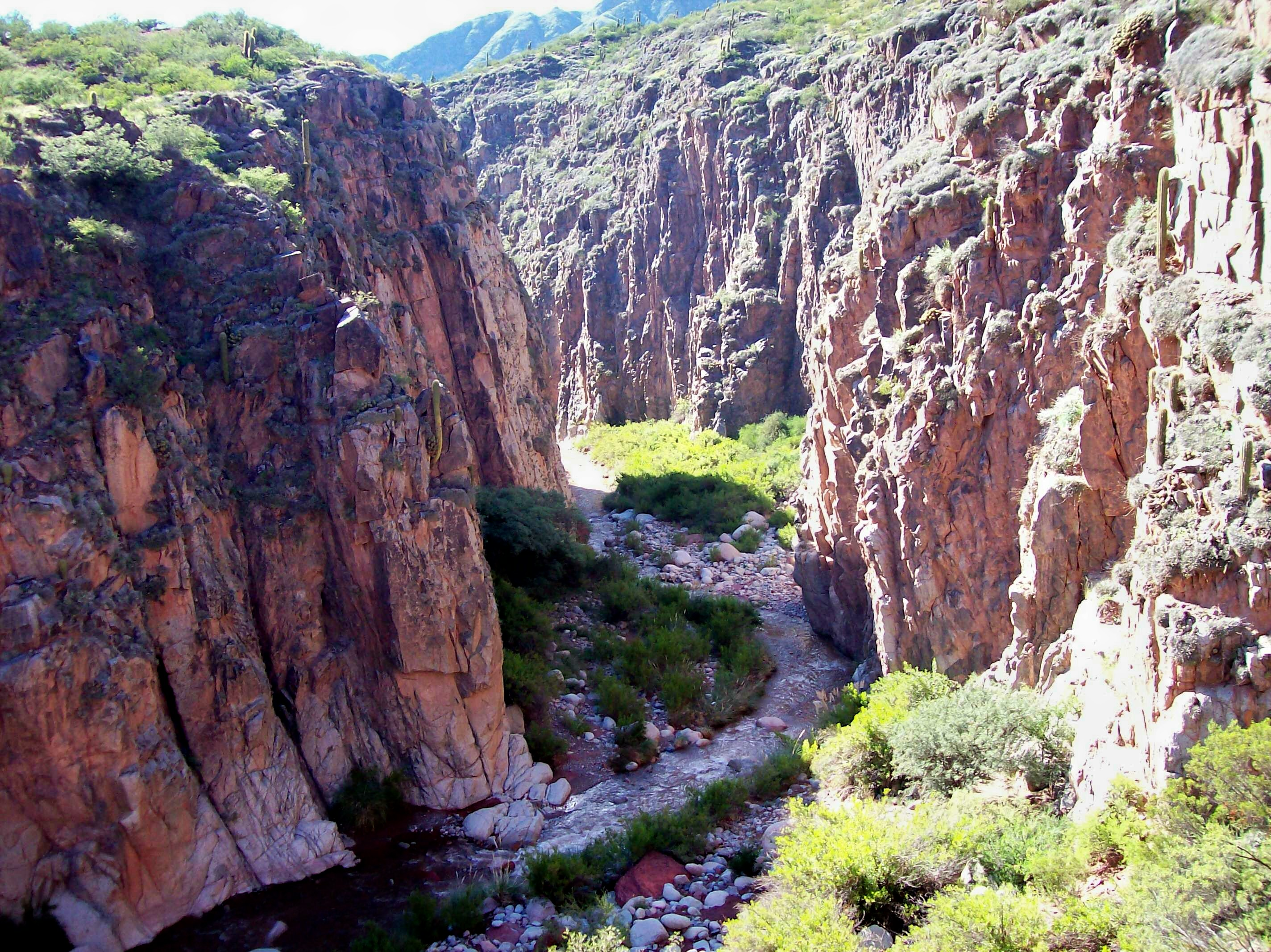
Le Río Miranda près de Chilecito

Elle est située dans la vallée formée par les Sierras de Velazco à l'est, et de la Sierra de Famatina à l'ouest. La Sierra de Famatina culmine à 6 060 m d'altitude alors que Chelicito est situé à 1 075 m d'altitude. La route 40, entièrement revêtue, permet d'accéder à cette ville. Chelicito est situé dans une région aride. L'essentiel des précipitations se produit pendant l'été austral, de novembre à début, sous forme d'orages violents mais brefs.

## Histoire
La ville a été fondée en 1715 par des colons espagnols. De son passé minier, qui a vu son apogée à la fin du XIXe siècle, la ville conserve le câble-chariot de la mine La Mejicana qui était une mine d'or, connue à l'époque des Incas. Il est question de remettre cette mine d'or en service mais la population locale s'y oppose malgré les emplois qui pourraient être créés.

## Population
Chilecito avait 29 453 habitants (au recensement de 2001 [INDEC]), soit une augmentation de 31 % de la population en dix ans (il y en avait 22 485 habitants en 1991). Ces chiffres incluent les localités à proximité de Anguinán, Los Sarmientos, San Miguel et La Puntilla, sans eux, la population de Chilecito est de 25 423 habitants en 2001.

## Économie
Chilecito est entouré d'une oasis irriguée, qui s'est étendue grâce à des apports d'eau souterraine. La plus grande partie des terres agricoles est consacrée à la vigne, aux noyers. Des arbres fruitiers sont cultivés et leur produit est transformé localement.
À la fin des années 1990, la faculté dépendant de la Universidad Nacional de La Rioja est devenue la Universidad Nacional de Chilecito, une mesure vivement critiquée par les milieux universitaires et politiques, en particulier compte tenu du fait que la décision soit prise par le président Carlos Menem, né dans cette province.

## Galerie

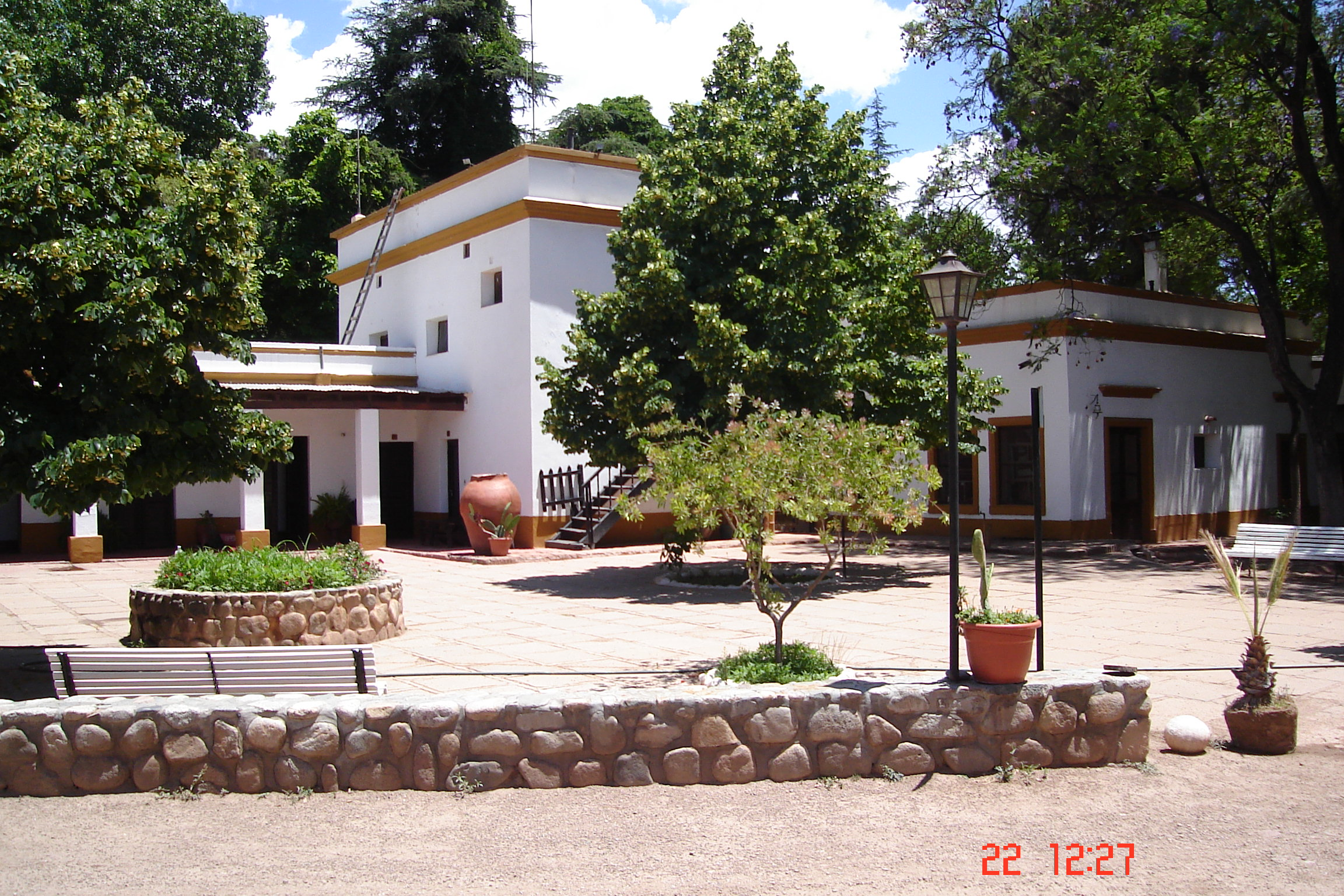
Samay Huasi, une villa historique à Chilecito.
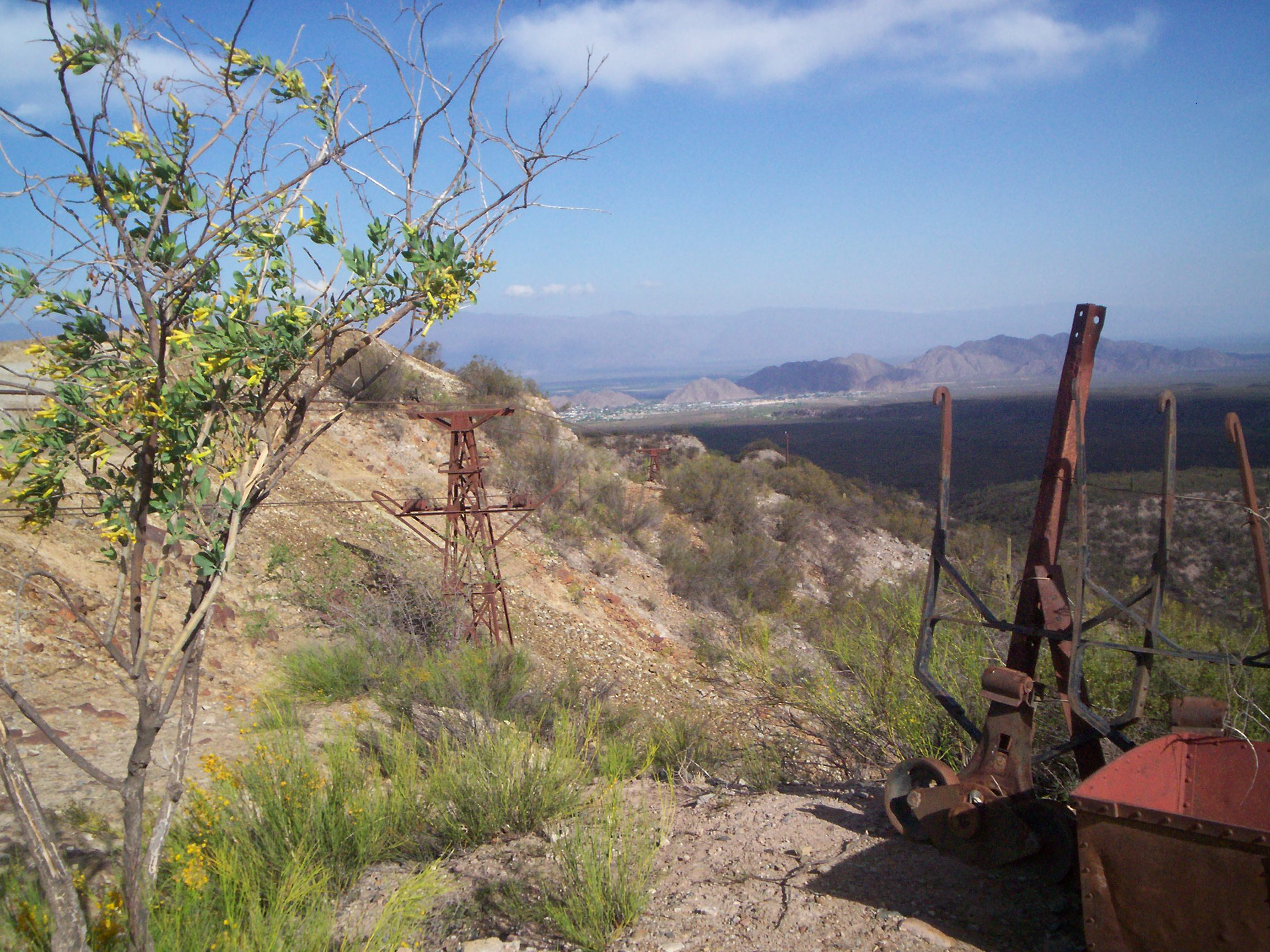
L'ancienne mine
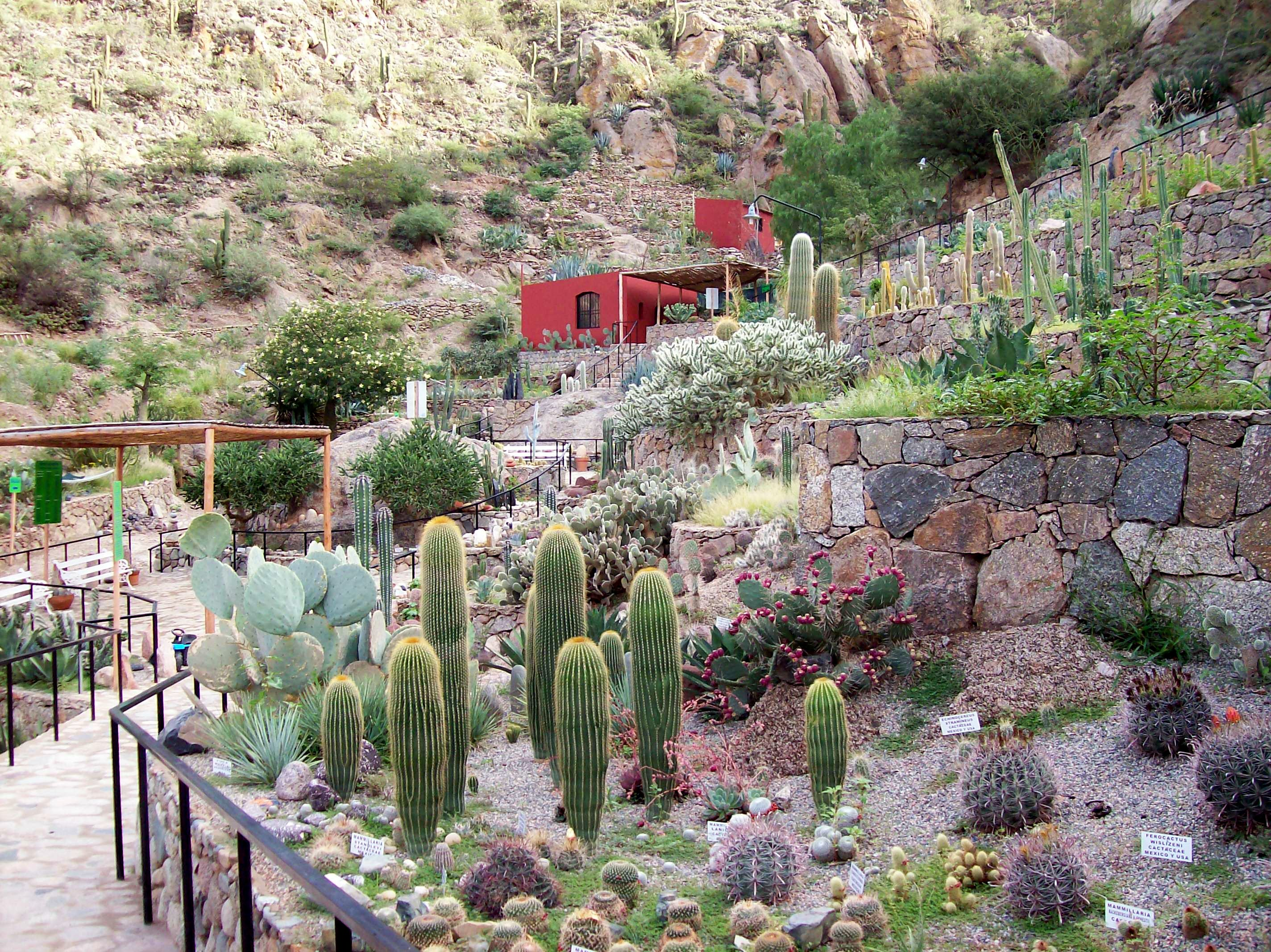
Le musée botanique
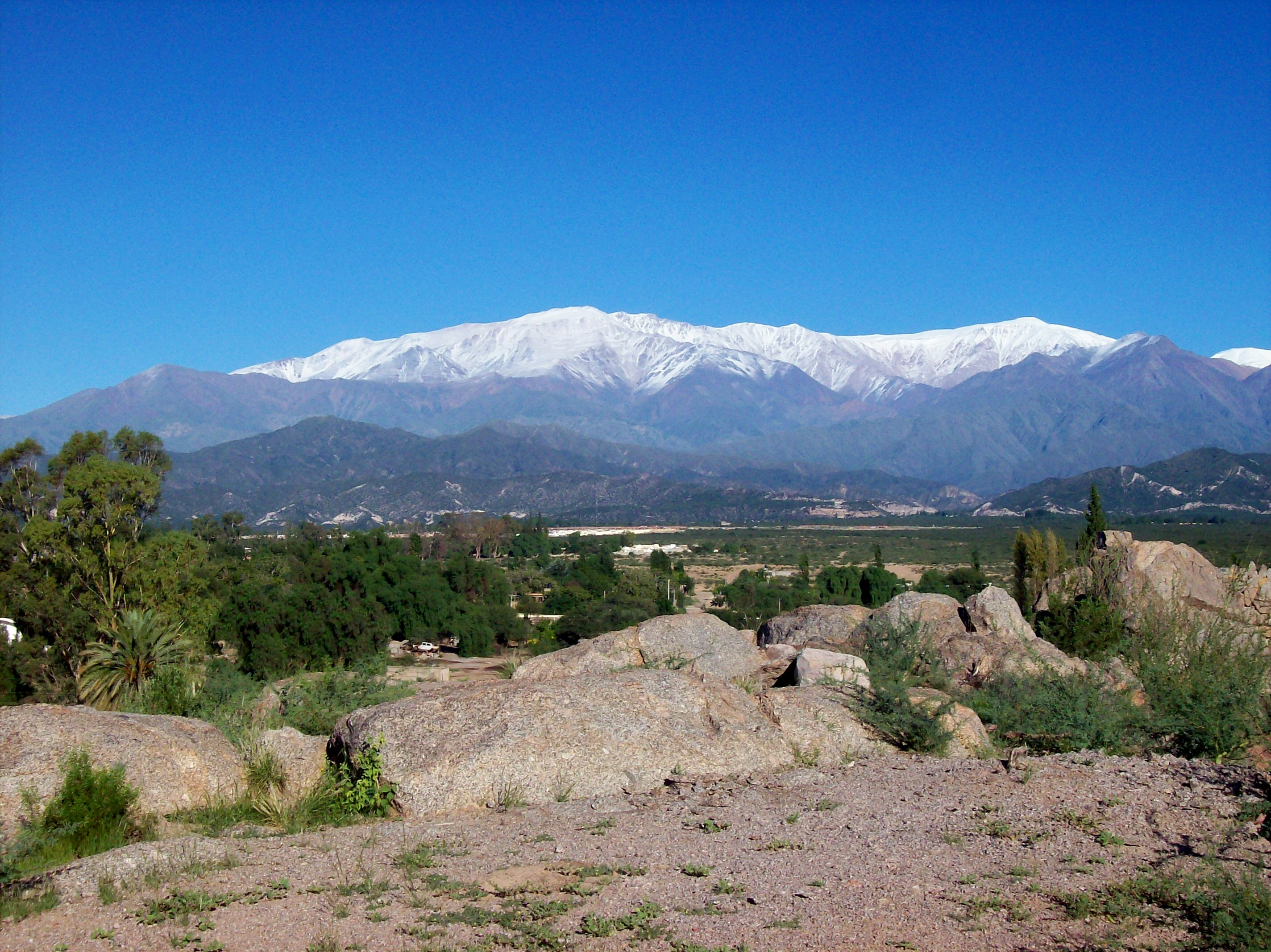
La sierra de Famatina depuis la ville